# Romany Malco
Romany Romanic Malco Jr. (ur. 18 listopada 1968 w Brooklynie w Nowym Jorku) – amerykański aktor filmowy i telewizyjny.

## Filmografia

### filmy fabularne
- 1999: Urban Menace jako Syn
- 1999: The Wrecking Crew jako Chewy
- 2000: True Vinyl jako Nite Owl
- 2000: Mistrz przekrętu jako Zeke
- 2001: Terrorysta jako T.J.
- 2001: MC Hammer: Prawdziwa historia (TV) jako MC Hammer
- 2001: The Château jako Allen Granville
- 2002: Smoking jako Mitch
- 2002: White Boy jako Mike Robinson
- 2004: Wojak Churchill
- 2005: 40-letni prawiczek jako Jay
- 2007: Ostrza chwały jako Jesse
- 2008: Mama do wynajęcia jako Oscar Priyan
- 2008: Guru miłości jako Darren Roanoke
- 2010: Podróże Guliwera jako młody Hank
- 2011: Odrobina nieba jako Peter Cooper
- 2012: Myśl jak facet jako Zeke
- 2012: Last Vegas jako Lonnie
- 2014: Myśl jak facet 2 jako Zeke

### seriale TV
- 1998: Dotyk anioła jako Bulldog
- 1998: Kocham tylko ciebie jako Frank "Heavyhands" Cato
- 2000-2001: Poziom 9 jako Jerry Hooten
- 2003: Mów mi swatka jako Master Z
- 2005–2008, 2012: Trawka jako Conrad Shepard
- 2006: Amerykański tata jako Skittle/Refugee/Hot Rod (głos)
- 2009: Znudzony na śmierć jako gej
- 2010-2011: Zwykła/niezwykła rodzinka jako George St. Cloud
- 2011: Żona idealna jako Justin Coyne
- 2015–2016: Pogadanki Blunta jako Bob Gardner
- 2015–2016: Wściekłe psy jako Gus
- 2018: A Million Little Things jako Rome Howard